# Mars M-71
Mars M-71 ou Mars M71 foi um modelo de sondas espaciais soviéticas  que ocorreu uma tentativa de lançamento de uma série de três sondas para Marte em 1971 para mais detalhes e imagens do planeta e que incluíam um aterrizador. Das três sondas deste modelo lançadas, a primeira falhou devido a problemas com o foguetes lançador (um Proton-K), enquanto os outros dois conseguiram chegar a Marte, passando a ser nomeadas como Marte 2 e Marte 3.
As sondas Mars M-71 foram formadas por um orbitador e uma sonda de aterrissagem. A massa total do conjunto era de 4650 kg, propelente incluído. Mediam 4,1 metros de altura, 5,9 metros de envergadura e tinham uma base com um diâmetro de 2 metros. A massa do orbitador separado era de 3440 kg, propelente incluído, enquanto que a da sonda de aterrissagem era de 1210 kg.

## Histórico de lançamentos
| Data               | Rampa de lanzamento    | Sonda                   | Resultado | Notas |
| ------------------ | ---------------------- | ----------------------- | --------- | --- |
| 10 de maio de 1971 | Cosmódromo de Baikonur | Mars M-71 Nº1           | Fracassou | O foguete colocou com sucesso em órbita terrestre a sonda e o último estágio do foguete, que deveria impulsioná-se definitivamente para Marte, mas não chegou a ligar de novo, e que acabou reentrando na atmosfera dois dias depois. |
| 19 de maio de 1971 | Cosmódromo de Baikonur | Mars M-71 Nº2 (Marte 2) | Sucesso   | A sonda chegou a Marte e o módulo orbital conseguiu recolher dados durante meses, mas a sonda de aterrissagem bateu contra o solo marciano.                                                                                           |
| 28 de maio de 1971 | Cosmódromo de Baikonur | Mars M-71 Nº3 (Marte 3) | Sucesso   | A sonda chegou a Marte e o módulo orbital conseguiu recolher dados por meses; a sonda de aterrissagem chegou a pousar no solo marciano, mas deixou de transmitir aos 20 segundos da chegada à superfície.                             |